# Neocallichirus pentagonocephalus
Neocallichirus pentagonocephalus is een tienpotigensoort uit de familie van de Callianassidae. De wetenschappelijke naam van de soort is voor het eerst geldig gepubliceerd in 1962 door Rossignol.